# Хлорид плутония(IV)-цезия
Хлорид плутония(IV)-цезия — неорганическое соединение,
двойная соль цезия, плутония и соляной кислоты
с формулой Cs2PuCl6,
светло-зелёные кристаллы.

## Физические свойства
Хлорид плутония(IV)-цезия образует светло-жёлтые кристаллы
тригональной сингонии,
пространственная группа P 3m,
параметры ячейки a = 0,743 нм, c = 0,603 нм, Z = 1,
структура типа K2GeF6
.
Растворяется в ацетонитриле.

## Химические свойства
- Реагирует с циклопентадиенилталлием с образованием хлоротрис(циклопентадиенил)плутония [4]:

{\displaystyle {\mathsf {Cs_{2}PuCl_{6}+3Tl(C_{5}H_{5})\ {\xrightarrow {}}\ (C_{5}H_{5})_{3}PuCl+3TlCl+2CsCl}}}

## Применение
- Используется в получении плутония [5]:

{\displaystyle {\mathsf {Cs_{2}PuCl_{6}+4Li\ {\xrightarrow {640^{o}C}}\ Pu+4LiCl+2CsCl}}}